# Zimní paralympijské hry 2010
Zimní paralympijské hry 2010, oficiálně X. zimní paralympijské hry (francouzsky Les Xes Jeux paralympiques d'hiver), se konaly v kanadském Vancouveru. Slavnostní zahájení proběhlo 12. března 2010, ukončení se pak uskutečnilo21. března 2010.
Byly to druhé paralympijské hry v Kanadě, po letních paralympijských hrách 1976 v Torontu.

## Pořadatelství
Vancouver se dostal na konečný seznam kandidátů na pořadatelství zimních olympijských her spolu s městy Pchjongčchang (Jižní Korea) a Salcburk (Rakousko). Vítězství Vancouveru bylo oznámeno na 115. zasedání Mezinárodního olympijského výboru (MOV), které se uskutečnilo v červenci 2003 v Praze. Oznámil jej prezident Mezinárodního olympijského výboru Jacques Rogge v podvečer 2. července 2003. Začátkem dubna 2004 byl ustaven Organizační výbor zimních olympijských her ve Vancouveru 2010 (VANOC).
| Město         | Stát        | První kolo | Druhé kolo |
| ------------- | ----------- | ---------- | ---------- |
| Vancouver     | Kanada      | 40         | 56         |
| Pchjongčchang | Jižní Korea | 51         | 53         |
| Salcburk      | Rakousko    | 16         | —          |

## Sportoviště

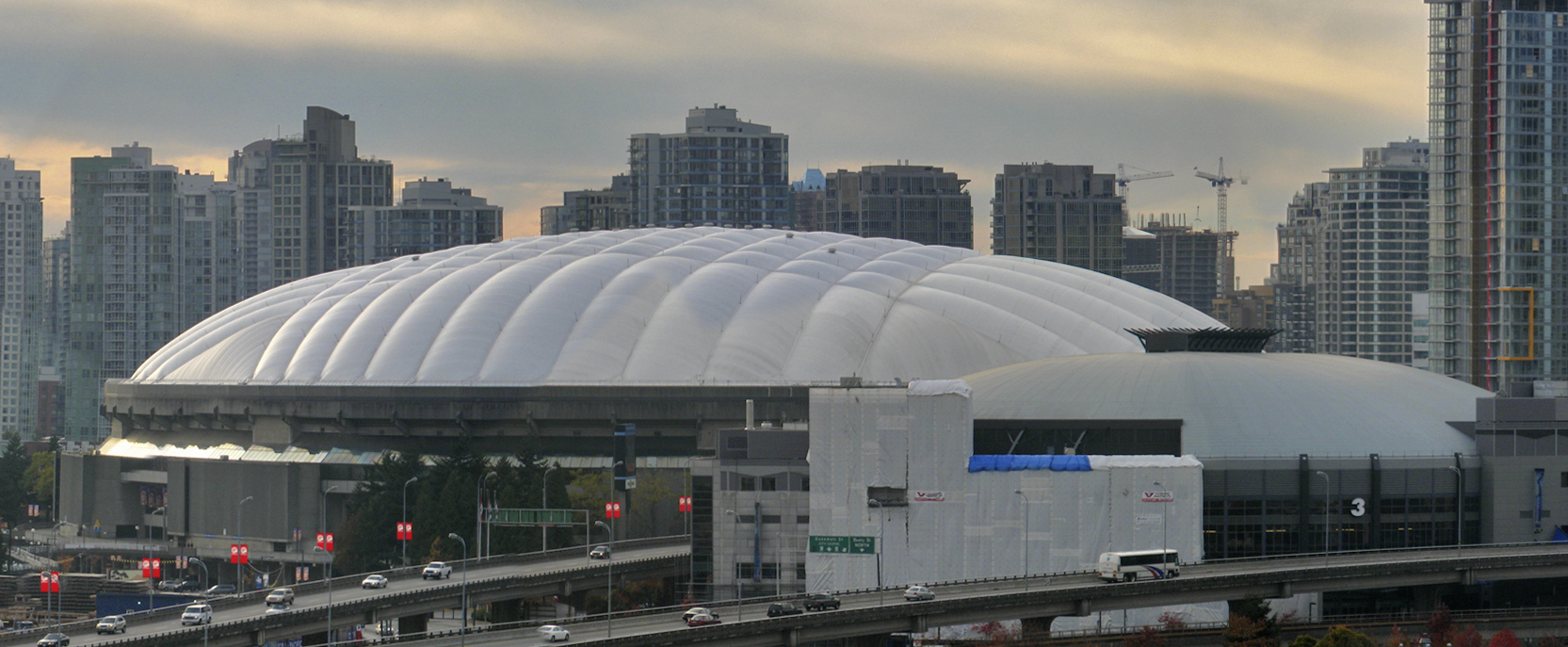
Stadion BC Place

### Vancouver
- BC Place – zahajovací a závěrečný ceremoniál
- Olympijská vesnička ve Vancouveru
- Vancouver Convention & Exhibition Centre – centrála pro média
- Hillcrest Park – curling (vozíčkáři)

### Univerzita Britské Kolumbie
- UBC Winter Sports Centre – sledge hokej

### Whistler
- Olympijská vesnička ve Whistleru
- Whistler-Blackcomb – alpské lyžování
- Callaghan Valley – biatlon, běh na lyžích

## Seznam sportů
- Biathlon
- Běh na lyžích
- Curling
- Sledge hokej
- Alpské lyžování

### Kalendář soutěží
| ÚC | Úvodní ceremoniál | ● | Soutěžní den disciplíny | 1 | Finále disciplíny | ZC | Závěrečný ceremoniál |

| Březen              | Březen              | 12. Pá | 13. So | 14. Ne | 15. Po | 16. Út | 17. St | 18. Čt | 19. Pá | 20. So | 21. Ne | Finále |
| ------------------- | ------------------- | ------ | ------ | ------ | ------ | ------ | ------ | ------ | ------ | ------ | ------ | ------ |
| Ceremoniály         | Ceremoniály         | ÚC     |        |        |        |        |        |        |        |        | ZC     |        |
| Alpské lyžování     | Alpské lyžování     |        |        | 4      | 2      | 4      | 2      | 6      | 6      | 6      |        | 30     |
| Biatlon             | Biatlon             |        | 6      |        |        |        | 6      |        |        |        |        | 12     |
| Běh na lyžích       | Běh na lyžích       |        |        | 2      | 4      |        | 6      |        |        | 2      | 6      | 20     |
| Sledge hokej        | Sledge hokej        |        | ●      | ●      |        | ●      | ●      | ●      | ●      | 1      |        | 1      |
| Curling (vozíčkáři) | Curling (vozíčkáři) |        | ●      | ●      | ●      | ●      | ●      | ●      | ●      | 1      |        | 1      |
| Celkem disciplín    | Celkem disciplín    |        | 6      | 6      | 6      | 4      | 8      | 12     | 6      | 10     | 6      | 62     |
| Kumulativní součet  | Kumulativní součet  |        | 6      | 12     | 18     | 22     | 30     | 42     | 48     | 58     | 62     |        |
| Březen              | Březen              | 12. Pá | 13. So | 14. Ne | 15. Po | 16. Út | 17. St | 18. Čt | 19. Pá | 20. So | 21. Ne | Finále |

## Pořadí národů
| Pořadí | Země      | Zlato | Stříbro | Bronz | Celkem |
| ------ | --------- | ----- | ------- | ----- | ------ |
| 1      | Německo   | 13    | 5       | 6     | 24     |
| 2      | Rusko     | 12    | 16      | 10    | 38     |
| 3      | Kanada    | 10    | 5       | 4     | 19     |
| 4      | Slovensko | 6     | 2       | 3     | 11     |
| 5      | Ukrajina  | 5     | 8       | 6     | 19     |
| 6      | USA       | 4     | 5       | 4     | 13     |
| 7      | Rakousko  | 3     | 4       | 4     | 11     |
| 8      | Japonsko  | 3     | 3       | 5     | 11     |
| 9      | Bělorusko | 2     | 0       | 7     | 9      |
| 10     | Francie   | 1     | 4       | 2     | 6      |
| 20     | Česko     | 0     | 0       | 1     | 1      |

## Česko na ZPH 2010
Česko reprezentovalo 19 paralympioniků.
Vlajkonošem české paralympijské reprezentace byl zvolen paralympijský vítěz v alpském lyžování Anna Kulíšková.
Čestí medailisté
| Sport           | Disciplína | Kategorie | medaile | Jméno          |
| --------------- | ---------- | --------- | ------- | -------------- |
| Alpské lyžování | Super-G    |           | Bronz   | Anna Kulíšková |